# Kazuo Yoshimura
Kazuo Yoshimura (jap. 吉村和郎, Yoshimura Kazuo; * 6. Juli 1951) ist ein ehemaliger japanischer Judoka. Er war 1973 Weltmeisterschaftsdritter im Halbmittelgewicht, der Gewichtsklasse bis 70 Kilogramm.
Kazuo Yoshimura unterlag bei den Weltmeisterschaften 1973 in Lausanne nur dem späteren Weltmeister Toyokazu Nomura im Halbfinale, während er den späteren Zweiten Dietmar Hötger aus der DDR und den Franzosen Patrick Vial im Turnierverlauf besiegen konnte. 1976 siegte Yoshimura beim Kodokan Cup. 
1977 trat er nach der Reform der Gewichtsklassen im Leichtgewicht an, der Gewichtsklasse bis 71 Kilogramm. Bei den japanischen Meisterschaften gewann er 1977 gegen Noriyoshi Gotanda seinen einzigen Titel. 1976, 1978 und 1979 belegte er jeweils den zweiten Platz. 1978 siegte er bei der ersten Austragung des Jigoro Kano Cup, 1979 gewann Yoshimura das Tournoi de Paris.